# Salam (album)
Albums de Arkan
Hilal
(2008)
Salam est le deuxième album du groupe Arkan, sorti en avril 2010. Reflet de l'évolution artistique du groupe amorcée par le premier album, Hilal, cet album est plus mélodique et une place plus importante a été accordée aux ambiances et harmonies orientales. Les textes ont été inspirés par l'actualité : la mésentente entre deux peuples vivant sur un même territoire qui sont pourtant supposés êtres des frères.
La pochette représente la paix (« salam » signifie « paix » en arabe) symbolisée par la grâce et la fragilité d'une femme nue sous la menace constante d'un serpent qui lui représente la tentation de l'intolérance et du conflit. 
Cet album permit au groupe de partager l'affiche avec Paradise Lost et Arch Enemy et de tourner dans toute l'Europe avec Orphaned Land.

## Distribution de l'album
Par le biais d'un accord avec le label Season Of Mist, Salam a été distribué dès le 18 avril 2011 en Europe et aux États-Unis ainsi qu'au Japon.

## Composition du groupe
- Foued Moukid – Batterie
- Sarah Layssac – Chant
- Samir Remila – Basse
- Mus El Kamal – Guitare
- Florent Jannier – Chant

## Liste des titres
| No   | Titre                     | Paroles | Musique | Durée |
| ---- | ------------------------- | ------- | ------- | ----- |
| 1.   | Origins                   | Arkan   | Arkan   | 4:34  |
| 2.   | Inner Slaves              | Arkan   | Arkan   | 5:30  |
| 3.   | Deus Vult                 | Arkan   | Arkan   | 5:01  |
| 4.   | Blind Devotion            | Arkan   | Arkan   | 4:42  |
| 5.   | Jerusalem - Sufferpolis   | Arkan   | Arkan   | 3:02  |
| 6.   | Beyond Sacred Rules       | Arkan   | Arkan   | 5:55  |
| 7.   | Common Ground             | Arkan   | Arkan   | 0:38  |
| 8.   | Sweet Opium               | Arkan   | Arkan   | 2:59  |
| 9.   | Salam                     | Arkan   | Arkan   | 0:34  |
| 10.  | Call From Within          | Arkan   | Arkan   | 4:46  |
| 11.  | Lightened Heart           | Arkan   | Arkan   | 0:59  |
| 12.  | The Eight Doors Of Jannah | Arkan   | Arkan   | 4:20  |
| 13.  | Amaloud Jadid II          | Arkan   | Arkan   |       |
| 123. | Sans titre                |         |         | 17:00 |